# Новояппарово
Новояппа́рово (баш. Яңы Яппар) — село в Давлекановском районе Башкортостана, входит в состав Казангуловского сельсовета.

## Население
| 2002 | 2009 | 2010 |
| ---- | ---- | ---- |
| 411  | ↘409 | ↘408 |

Согласно переписи 2002 года, преобладающая национальность — башкиры (99 %).

## Географическое положение
Находится на левом берегу реки Дёмы.
Расстояние до:
- районного центра (Давлеканово): 20 км,
- центра сельсовета (Казангулово): 8 км,
- ближайшей ж/д станции (Давлеканово): 20 км.

## Известные уроженцы
- Ураксина, Расима Минибулатовна (19 октября 1950 — 23 августа 2015) — поэтесса, драматург, фольклорист, переводчик, член Союза писателей РБ, кандидат филологических наук, доцент кафедры педагогики и методик дошкольного образования Башкирского государственного педагогического университета имени М. Акмуллы.